# مقاطعة أبركوه
مقاطعة أبركوه (بالفارسية: شهرستان ابرکوه) هي مقاطعة تقع في إيران في يزد. يقدر عدد سكانها بـ 42,610 نسمة .